# La Cisterna
La Cisterna ist eine Gemeinde im südlichen Teil der Stadt Santiago de Chile. Sie grenzt im Norden an San Miguel, im Osten an San Ramón, im Süden an El Bosque und im Westen an Lo Espejo an. Der derzeitige Bürgermeister ist Santiago Rebolledo Pizarro.

## Geschichte
Ursprünglich war das Gebiet, auf dem sich heute die Kommune La Cisterna befindet, Teil der Gemeinde La Granja in der Provinz Santiago. Zu Beginn des 20. Jahrhunderts wurde sie an die Eisenbahn angeschlossen, genauer gesagt an die Linie von Santiago nach San Bernardo. Am 30. Mai 1925 wurde La Cisterna als eigene Gemeinde gegründet. Ihre heutige Größe erlangte sie jedoch erst in den folgenden Jahrzehnten, nachdem immer weitere Gebiete eingemeindet wurden.

## Demographie
Bei der Gemeinde handelt es sich im Wesentlichen um eine Wohn- und Geschäftsgemeinde mit einer Bevölkerung, deren Durchschnittsalter über dem nationalen Durchschnitt liegt. Die Volkszählung von 1992 registrierte 94.712 Einwohner in der Gemeinde La Cisterna in 22.772 Hausständen. Die aktuelle Volkszählung aus dem Jahr 2017 lässt allerdings einen Bevölkerungsrückgang erkennen, aktuell sind dort 90.119 Einwohner gemeldet.
Die Bevölkerungsstruktur von La Cisterna hat sich in den letzten Jahrzehnten verändert, da ein Großteil der jüngeren Generation in andere Gemeinden in der Hauptstadt gezogen ist und deswegen eine ältere Bevölkerung zurückblieb. Auch das Stadtbild hat sich deswegen verändert, so wurden gleichwohl viele neue Wohnhäuser für junge Berufstätige und Arbeiter gebaut.

## Wirtschaft und Infrastruktur
In La Cisterna sind aktuell 3156 Unternehmen angemeldet. Es gibt außerdem eine gute Anbindung an das Stadtzentrum von Santiago, unter anderem mit der Metro und verschiedenen Buslinien. Im Estadio Municipal de La Cisterna trägt der chilenische Fußballverein CD Palestino seine Heimspiele aus.

## Fotogalerie

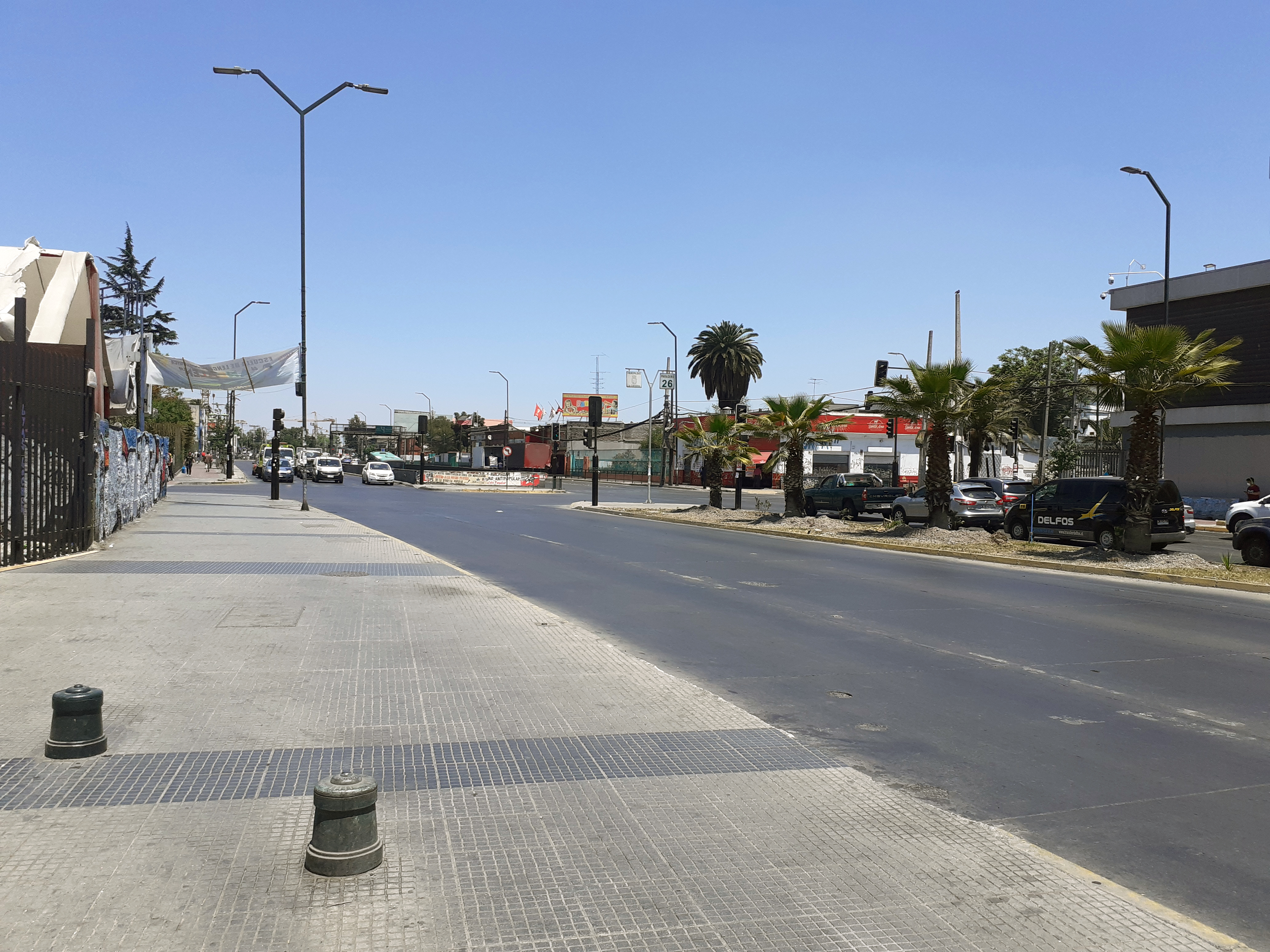
Eine der Hauptstraßen von La Cisterna
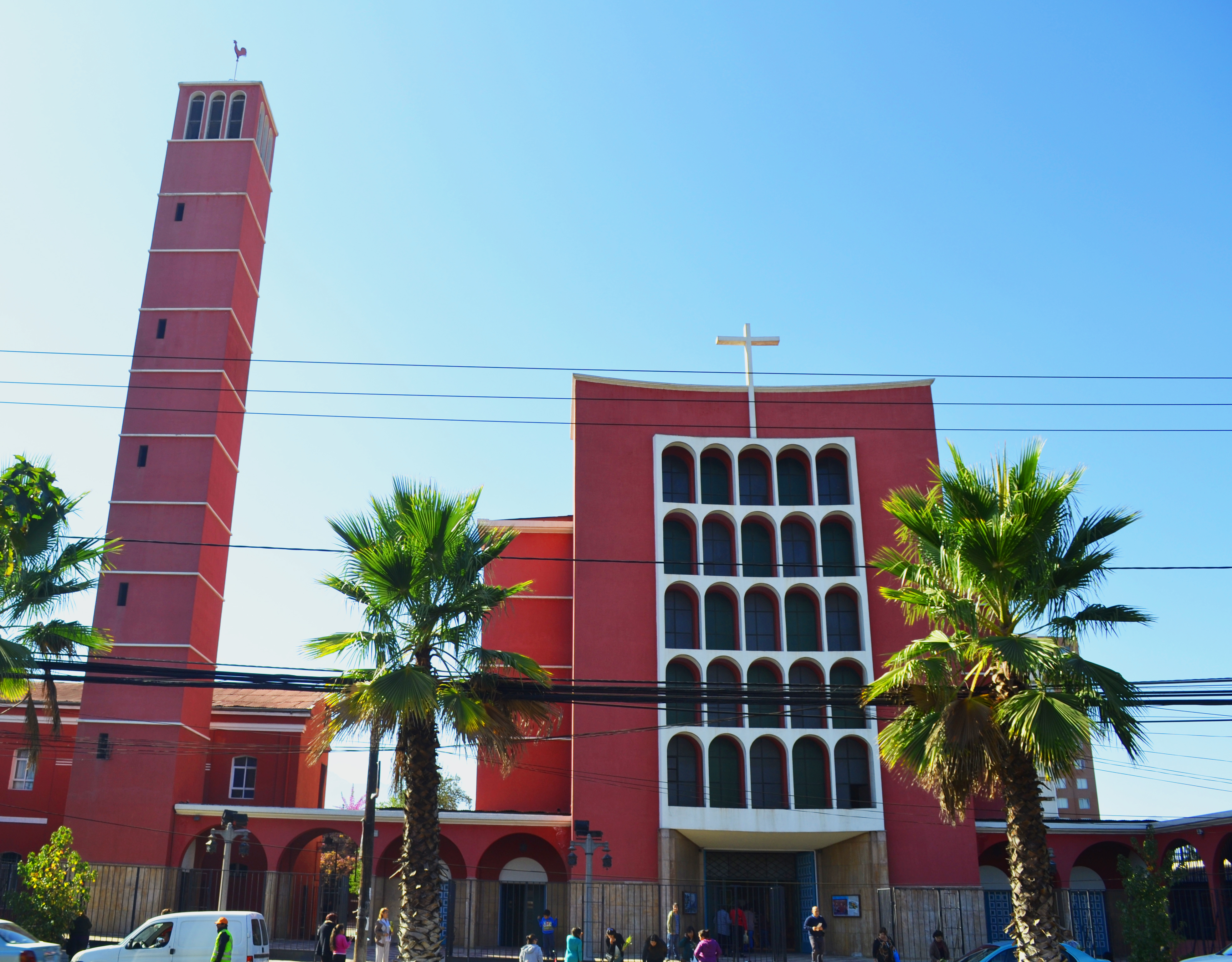
Die Don Bosco Kirche
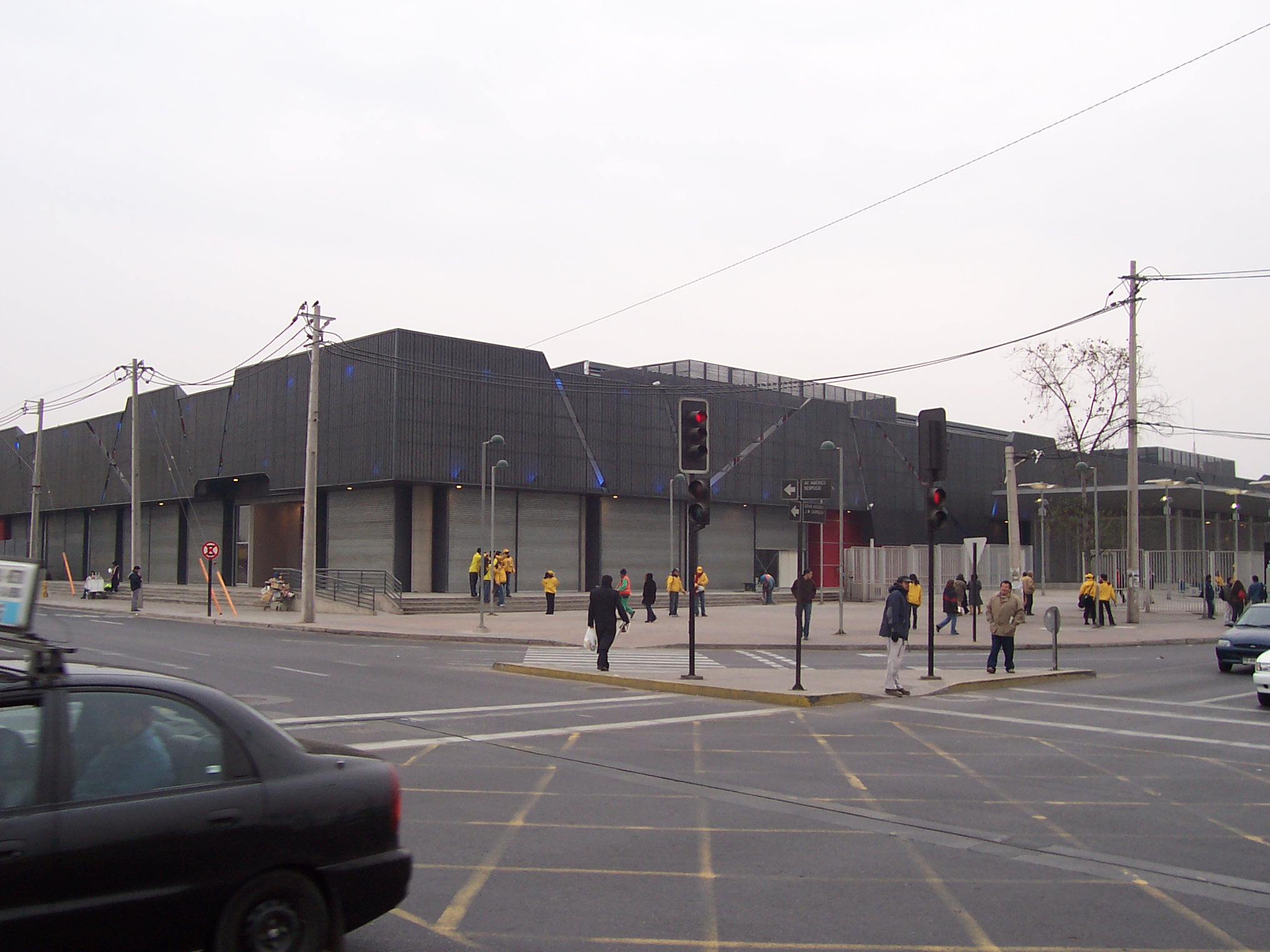
Die Bahnstation La Cisterna
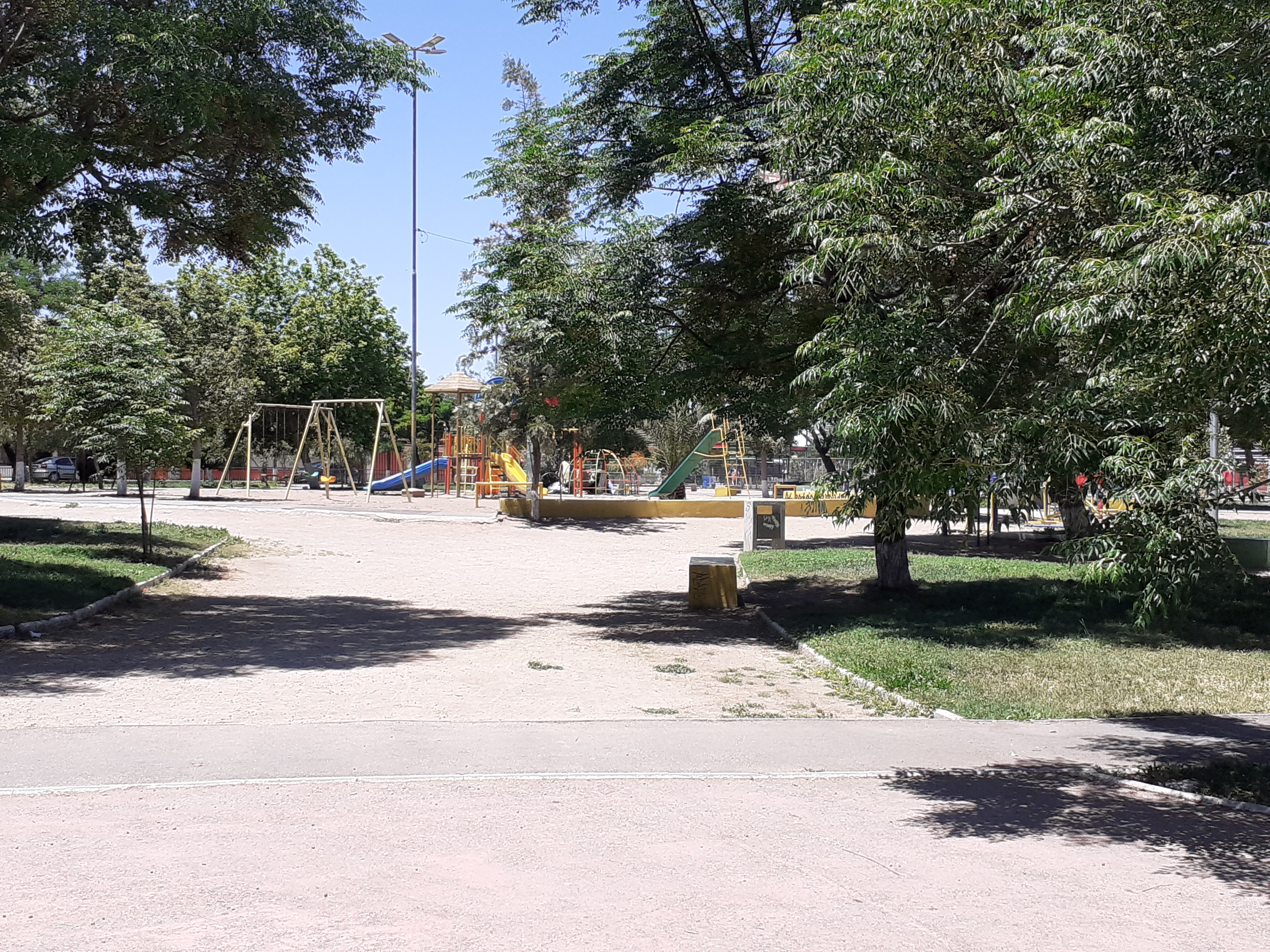
Der Plaza Arturo Prat
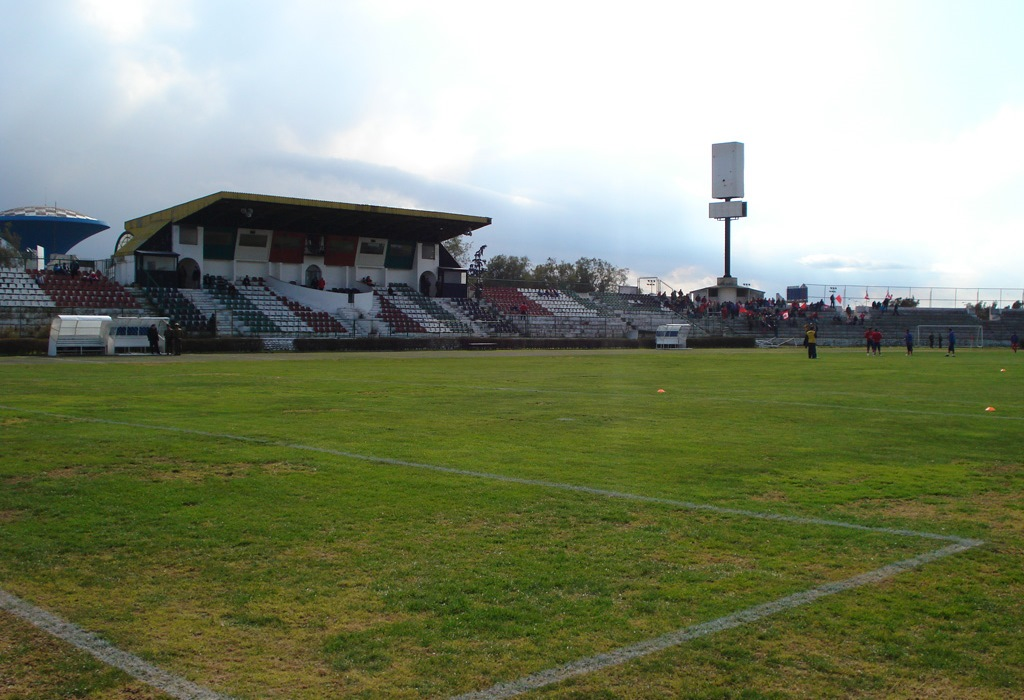
Das Estadio La Cisterna